# Augustforeningen
Augustforeningen (Augustiföreningen) var en dansk politisk förening. 
Augustforeningen stiftades den 23 augusti 1864 i Köpenhamn under intryck av dansk-tyska krigets olyckor och förlusterna vid fredsslutet. Den hade till syfte "att stärka bandet mellan kung och folk, hävda kungadömets betydelse och utbreda riktiga åsikter om landets inre och yttre förhållanden". Ledarna förefaller dock snarare ha hyst reaktionära planer samt strävat efter Slesvigs och Holsteins återvinnande åt den danske kungen, genom en personalunion. Föreningen räknade under sin bästa tid 2 000 medlemmar, men avtog snart i betydelse och upplöstes formligen den 30 mars 1869.